# Himertosoma juvenile
Himertosoma juvenile là một loài tò vò trong họ Ichneumonidae.